# UCI-Cyclocross-Saison 2016/17
Die Cyclocross-Saison 2016/2017 reichte vom 1. August 2016 bis zum 28. Februar 2017. Sie bestand aus den im internationalen UCI-Kalender registrierten Cyclocrossrennen.

## Klassifikation
Zum internationalen Cyclocross-Kalender gehörten folgende Rennklassen (siehe auch UCI-Kategorie):
- die Weltmeisterschaften (CM) Ende Januar;
- die kontinentalen Meisterschaften in Europa und in Amerika (CC);
- die nationalen Meisterschaften (CN), die über die Saison verteilt stattfanden, meist aber Anfang Januar;
- die 8 Rennen des Weltcups 2016/2017 (CDM);
- zahlreiche weitere Rennen der Klassen C1 und C2.

Die C1- und C2-Rennen gehörten oft nationalen Rennserien an, worunter die Superprestige-Serie und DVV Trofee in Belgien hervorstachen. Daneben gab es weitere Rennen auf den nationalen Kalendern der einzelnen Radsportverbände, die an dieser Stelle nicht berücksichtigt sind.

## Kalender
Die untenstehende Liste führt die Weltcup-Rennen sowie die der Klassen C1 und C2 auf, die in der Regel bei Männern und Frauen durchgeführt wurden. Es sind nur die Sieger der Kategorie Elite genannt.
| Datum         | Ort                | Rennen                                            | Klasse | Sieger                    | Siegerin                   |
| ------------- | ------------------ | ------------------------------------------------- | ------ | ------------------------- | -------------------------- |
| 31. Aug. 2016 | Peking             | QianSen Trophy Yanqing Station                    | C1     | Rob Peeters               | Emily Kachorek             |
| 3. Sep. 2016  | Peking             | QianSen Trophy Changxindian Fengtai               | C1     | Marcel Wildhaber          | Ceylin del Carmen Alvarado |
| 10. Sep. 2016 | Rochester          | Ellison Park CX Festival #1                       | C1     | Jeremy Powers             | Kaitlin Antonneau          |
| 11. Sep. 2016 | Rochester          | Ellison Park CX Festival #2                       | C2     | Jeremy Powers             | Caroline Mani              |
| 11. Sep. 2016 | Geraardsbergen     | Muur van Geraardsbergen (Brico Cross)             | C2     | Wout van Aert             | Sanne Cant                 |
| 17. Sep. 2016 | Breinigsville      | Nittany Lion Cross #1                             | C2     | Jeremy Durrin             | Christel Ferrier-Bruneau   |
| 17. Sep. 2016 | Waterloo           | Trek CXC Cup #1                                   | C2     | Steve Chainel             | Katherine Compton          |
| 18. Sep. 2016 | Breinigsville      | Nittany Lion Cross #2                             | C2     | Jeremy Durrin             | Arley Kemmerer             |
| 18. Sep. 2016 | Waterloo           | Trek CXC Cup #2                                   | C1     | Wout van Aert             | Kaitlin Antonneau          |
| 18. Sep. 2016 | Baden              | EKZ CrossTour #1                                  | C1     | Klaas Vantornout          | Eva Lechner                |
| 21. Sep. 2016 | Las Vegas          | Weltcup #1                                        | CDM    | Wout van Aert             | Sophie de Boer             |
| 23. Sep. 2016 | Iowa City          | Jingle Cross #1                                   | C1     | Marcel Meisen             | Helen Wyman                |
| 24. Sep. 2016 | Iowa City          | Weltcup #2                                        | CDM    | Wout van Aert             | Katherine Compton          |
| 25. Sep. 2016 | Iowa City          | Jingle Cross #2                                   | C2     | David van der Poel        | Kateřina Nash              |
| 25. Sep. 2016 | Göteborg           | Gothenburg Cyclecross Raceweekend                 | C2     | Henrik Jansson            | Ida Jansson                |
| 25. Sep. 2016 | Illnau             | Radcross Illnau                                   | C2     | Jens Adams                | Évita Muzic                |
| 28. Sep. 2016 | Tábor              | Toi Toi Cup #1                                    | C1     | Michael Boroš             | Karla Štěpánová            |
| 1. Okt. 2016  | Neerpelt           | GP Neerpelt (Soudal Classics)                     | C2     | Laurens Sweeck            | Sophie de Boer             |
| 1. Okt. 2016  | Providence         | KMC Cyclo-Cross Festival #1                       | C1     | Stephen Hyde              | Katherine Compton          |
| 2. Okt. 2016  | Providence         | KMC Cyclo-Cross Festival #2                       | C2     | Curtis White              | Katherine Compton          |
| 2. Okt. 2016  | Buja               | Trofeo SMP Master Cross Internazionale            | C2     | Enrico Franzoi            | Sara Casasola              |
| 2. Okt. 2016  | Gieten             | Veldrit Gieten (Superprestige #1)                 | C1     | Mathieu van der Poel      | Sanne Cant                 |
| 2. Okt. 2016  | Aigle              | EKZ CrossTour #2                                  | C1     | Clément Venturini         | Pavla Havlíková            |
| 8. Okt. 2016  | Mladá Boleslav     | Toi Toi Cup #2                                    | C2     | Tomáš Paprstka            | Pavla Havlíková            |
| 8. Okt. 2016  | Meulebeke          | Berencross (Brico Cross)                          | C2     | Mathieu van der Poel      | Ellen Van Loy              |
| 8. Okt. 2016  | Baltimore          | Charm City Cross #1                               | C2     | Stephen Hyde              | Katherine Compton          |
| 8. Okt. 2016  | Helsingør          | Kronborg Cyclocross #1                            | C2     | Morten Laustsen           | Stefanie Paul              |
| 9. Okt. 2016  | Baltimore          | Charm City Cross #2                               | C1     | Stephen Hyde              | Katherine Compton          |
| 9. Okt. 2016  | Ronse              | GP Mario De Clercq (DVV Trofee #1)                | C1     | Wout van Aert             | Thalita de Jong            |
| 9. Okt. 2016  | Derby              | National Trophy Series #1                         | C2     | Yorben Van Tichelt        | Hannah Payton              |
| 9. Okt. 2016  | Gervans            | Coupe de France #1                                | C1     | Francis Mourey            | Marlène Petit              |
| 9. Okt. 2016  | Helsingør          | Kronborg Cyclocross #2                            | C2     | Kenneth Hansen            | Åsa Maria Erlandsson       |
| 15. Okt. 2016 | Kruibeke           | Polderscross Kruibeke (Brico Cross)               | C2     | Michael Vanthourenhout    | Jolien Verschueren         |
| 15. Okt. 2016 | Boulder City       | US Open of Cyclocross #1                          | C2     | Yannick Eckmann           | Amanda Miller              |
| 15. Okt. 2016 | Gloucester         | Grand Prix of Gloucester #1                       | C2     | Curtis White              | Ellen Noble                |
| 16. Okt. 2016 | Boulder City       | US Open of Cyclocross #2                          | C2     | Yannick Eckmann           | Melina McCutcheon          |
| 16. Okt. 2016 | Gloucester         | Grand Prix of Gloucester #2                       | C2     | Curtis White              | Helen Wyman                |
| 16. Okt. 2016 | Zonhoven           | Cyclocross Zonhoven (Superprestige #2)            | C1     | Mathieu van der Poel      | Sanne Cant                 |
| 16. Okt. 2016 | Contern            | Grand-Prix de la Commune de Contern               | C2     | Michael Vanthourenhout    | Thalita de Jong            |
| 16. Okt. 2016 | Steinmaur          | Internationales Radquer Steinmaur                 | C1     | Marcel Wildhaber          | Nicole Koller              |
| 20. Okt. 2016 | Ardooie            | Kermiscross                                       | C2     | Wout van Aert             | Sanne Cant                 |
| 22. Okt. 2016 | Boom               | Schorrecross                                      | C2     | Wout van Aert             | Jolien Verschueren         |
| 22. Okt. 2016 | Washington         | DCCX #1                                           | C2     | Kerry Werner              | Katherine Compton          |
| 22. Okt. 2016 | Cleveland          | North Coast Grand Prix of Cyclocross #1           | C2     | Andrew Dillman            | Amanda Nauman              |
| 22. Okt. 2016 | Stockholm          | Stockholm Cyclocross                              | C2     | Fredrik Haraldseth        | Emma Johansson             |
| 23. Okt. 2016 | Valkenburg         | Weltcup #3                                        | CDM    | Mathieu van der Poel      | Thalita de Jong            |
| 23. Okt. 2016 | Cleveland          | North Coast Grand Prix of Cyclocross #2           | C2     | Andrew Dillman            | Amanda Nauman              |
| 23. Okt. 2016 | Washington         | DCCX #2                                           | C2     | Kerry Werner              | Katherine Compton          |
| 23. Okt. 2016 | Abergavenny        | National Trophy Series #2                         | C2     | Ian Field                 | Evie Richards              |
| 23. Okt. 2016 | Balan              | Cyclo-cross de Balan Ardennes                     | C2     | Braam Merlier             | Lindy van Anrooij          |
| 25. Okt. 2016 | Woerden            | Nacht van Woerden                                 | C2     | Lars van der Haar         | Lucinda Brand              |
| 29. Okt. 2016 | Laudio             | Ziklokross Laudio (Copa de España #1)             | C2     | Ismael Esteban            | Aida Nuño Palacio          |
| 29. Okt. 2016 | Jamesburg          | HPCX #1                                           | C2     | Adam Craig                | Arley Kemmerer             |
| 30. Okt. 2016 | Jamesburg          | HPCX #2                                           | C2     | Adam Craig                | Serena Gordon              |
| 30. Okt. 2016 | Mason              | Cincinnati KingsCX                                | C1     | Stephen Hyde              | Kateřina Nash              |
| 30. Okt. 2016 | Inawashiro         | Tohoku CX Project Inawashiro Round                | C2     | Hikaru Kosaka             | Eri Yonamine               |
| 30. Okt. 2016 | Muskiz             | Trofeo Ayuntamiento de Muskiz (Copa de España #2) | C2     | Vincent Baestaens         | Aida Nuño Palacio          |
| 1. Nov. 2016  | Oudenaarde         | Koppenbergcross (DVV Trofee #2)                   | C1     | Wout van Aert             | Jolien Verschueren         |
| 1. Nov. 2016  | Mailand            | Trofeo Mamma & Papà Guerciotti                    | C2     | Marcel Meisen             | Alice Maria Arzuffi        |
| 5. Nov. 2016  | Holé Vrchy         | Toi Toi Cup #3                                    | C2     | Tomáš Paprstka            | Karla Štěpánová            |
| 5. Nov. 2016  | Sint-Niklaas       | Waaslandcross (Soudal Classics)                   | C2     | Tom Meeusen               | Sanne Cant                 |
| 5. Nov. 2016  | Pfaffnau           | Cross-Race GP Luzern                              | C2     | Corné van Kessel          | Manon Bakker               |
| 5. Nov. 2016  | Louisville         | Derby City Cup #1                                 | C1     | Stephen Hyde              | Kateřina Nash              |
| 6. Nov. 2016  | Louisville         | Derby City Cup #2                                 | C2     | Stephen Hyde              | Kateřina Nash              |
| 6. Nov. 2016  | Hittnau            | EKZ CrossTour #3                                  | C1     | Francis Mourey            | Nicole Koller              |
| 6. Nov. 2016  | Ruddervoorde       | Cyclocross Ruddervoorde (Superprestige #3)        | C1     | Mathieu van der Poel      | Sophie de Boer             |
| 6. Nov. 2016  | Karrantza          | Cyclocross de Karrantza (Copa de España #3)       | C2     | Javier Ruiz               | Aida Nuño Palacio          |
| 11. Nov. 2016 | Niel               | Jaarmarktcross (Soudal Classics)                  | C2     | Toon Aerts                | Sanne Cant                 |
| 11. Nov. 2016 | La Mézière         | Val d’Ille Cyclo-cross Tour                       | C2     | Clément Venturini         | Évita Muzic                |
| 12. Nov. 2016 | Northampton        | Cycle-Smart Northampton International #1          | C2     | Curtis White              | Maghalie Rochette          |
| 12. Nov. 2016 | Tulsa              | Cyntergy Hurtland                                 | C2     | Skyler Mackey             | Sunny Gilbert              |
| 12. Nov. 2016 | Kolín              | Toi Toi Cup #4                                    | C2     | Jan Nesvadba              | Pavla Havlíková            |
| 12. Nov. 2016 | ’s-Hertogenbosch   | Grote Prijs van Brabant                           | C1     | Mathieu van der Poel      | Sophie de Boer             |
| 13. Nov. 2016 | Bagnoles-de-l’Orne | Coupe de France #2                                | C1     | Clément Venturini         | Marlène Petit              |
| 13. Nov. 2016 | Gavere             | Cyclocross Gavere (Superprestige #4)              | C1     | Mathieu van der Poel      | Sanne Cant                 |
| 13. Nov. 2016 | Houghton-le-Spring | National Trophy Series #3                         | C2     | Ian Field                 | Hannah Payton              |
| 13. Nov. 2016 | Les Franqueses     | Gran Premi Les Franqueses (Copa de España #4)     | C2     | Ismael Esteban            | Aida Nuño Palacio          |
| 13. Nov. 2016 | Madiswil           | Flückiger Cross Madiswil                          | C2     | Sascha Weber              | Jasmin Egger-Achermann     |
| 13. Nov. 2016 | Northampton        | Cycle-Smart Northampton International #2          | C2     | Curtis White              | Emma White                 |
| 17. Nov. 2016 | Slaný              | Toi Toi Cup #5                                    | C2     | David van der Poel        | Pavla Havlíková            |
| 19. Nov. 2016 | Hasselt            | GP van Hasselt (Soudal Classics)                  | C1     | Laurens Sweeck            | Sanne Cant                 |
| 19. Nov. 2016 | Stony Point        | Supercross Cup UCI Weekend #1                     | C2     | Jack Kisseberth           | Maghalie Rochette          |
| 19. Nov. 2016 | Los Angeles        | CXLA Weekend-Day #1                               | C2     | Tobin Ortenblad           | Kateřina Nash              |
| 20. Nov. 2016 | Stony Point        | Supercross Cup UCI Weekend #2                     | C2     | Curtis White              | Maghalie Rochette          |
| 20. Nov. 2016 | Los Angeles        | CXLA Weekend-Day #2                               | C2     | Tobin Ortenblad           | Kateřina Nash              |
| 20. Nov. 2016 | Takashima          | Kansai Cyclo Cross Makino Round                   | C2     | Toki Sawada               | Kiyoka Sakaguchi           |
| 26. Nov. 2016 | Zeven              | Poldercross Zeven (Weltcup #4)                    | CDM    | Mathieu van der Poel      | Sanne Cant                 |
| 26. Nov. 2016 | Minamimaki         | Rapha Supercross Nobeyama Day 1                   | C2     | Hikaru Kosaka             | Kiyoka Sakaguchi           |
| 27. Nov. 2016 | Minamimaki         | Rapha Supercross Nobeyama Day 2                   | C2     | Garry Millburn            | Kiyoka Sakaguchi           |
| 27. Nov. 2016 | Brugherio          | International Cyclocross Selle SMP                | C2     | Gioele Bertolini          | Chiara Teocchi             |
| 27. Nov. 2016 | Ipswich            | National Trophy Series #4                         | C2     | Yorben Van Tichelt        | Hannah Payton              |
| 27. Nov. 2016 | Ternitz            | Tage des Querfeldeinsports                        | C2     | Mariusz Gil               | Nadja Heigl                |
| 27. Nov. 2016 | Manlleu            | Ciclocros Joan Soler (Copa de España #5)          | C2     | Aitor Hernandez Gutierrez | Aida Nuño Palacio          |
| 27. Nov. 2016 | Hamme              | Flandriencross (DVV Trofee #3)                    | C1     | Mathieu van der Poel      | Sanne Cant                 |
| 3. Dez. 2016  | Jabkenice          | Toi Toi Cup #6                                    | C1     | Radomír Šimůnek           | Vendula Kuntová            |
| 3. Dez. 2016  | Broken Arrow       | Ruts ’n’ Guts #1                                  | C1     | Tobin Ortenblad           | Katherine Compton          |
| 3. Dez. 2016  | Spa-Francorchamps  | GP Région Wallonne (Superprestige #5)             | C1     | Wout van Aert             | Thalita de Jong            |
| 3. Dez. 2016  | Indianapolis       | Major Taylor Cross Cup #1                         | C2     | Josh Johnson              | Sofía Gómez Villafañe      |
| 3. Dez. 2016  | Bensheim           | GGEW Grand Prix                                   | C2     | Wietse Bosmans            | Joyce Vanderbeken          |
| 3. Dez. 2016  | Warwick            | NBX Grand Prix of Cross #1                        | C2     | Curtis White              | Emma White                 |
| 3. Dez. 2016  | Nyon               | Cyclocross International Nyon                     | C2     | Lukas Flückiger           | Jasmin Egger-Achermann     |
| 4. Dez. 2016  | Mol                | Zilvermeercross                                   | C2     | Mathieu van der Poel      | Sanne Cant                 |
| 4. Dez. 2016  | Ametzaga           | Trofeo San Andres de Ciclo-cross                  | C2     | Ismael Esteban            | Aida Nuño Palacio          |
| 4. Dez. 2016  | Sitten             | Cyclocross International Sion-Valais              | C2     | Julien Taramarcaz         | Ramona Forchini            |
| 4. Dez. 2016  | Warwick            | NBX Grand Prix of Cross #2                        | C2     | Curtis White              | Emma White                 |
| 4. Dez. 2016  | Indianapolis       | Major Taylor Cross Cup #2                         | C2     | Spencer Petrov            | Courtenay McFadden         |
| 4. Dez. 2016  | Broken Arrow       | Ruts ’n’ Guts #2                                  | C2     | Tobin Ortenblad           | Katherine Compton          |
| 8. Dez. 2016  | Treviso            | Ciclocross del Ponte                              | C2     | Marcel Meisen             | Alice Maria Arzuffi        |
| 8. Dez. 2016  | Asteasu            | Asteasuko Ziklo-krosa                             | C2     | Ismael Esteban            | Aida Nuño Palacio          |
| 10. Dez. 2016 | Hendersonville     | North Carolina Grand Prix #1                      | C2     | Tristan Cowie             | Rebecca Fahringer          |
| 10. Dez. 2016 | Dallas             | Resolution Cross Cup #1                           | C2     | James Driscoll            | Courtenay McFadden         |
| 10. Dez. 2016 | Elorrio            | Basqueland Ziklokrosa (Copa de España #6)         | C2     | Ismael Esteban            | Aida Nuño Palacio          |
| 10. Dez. 2016 | Gorizia            | Gran Premio Luzinis                               | C2     | Marco Aurelio Fontana     | Chiara Teocchi             |
| 10. Dez. 2016 | Essen              | Cyclocross Essen (DVV Trofee #4)                  | C1     | Wout van Aert             | Sanne Cant                 |
| 10. Dez. 2016 | Uničov             | Toi Toi Cup #7                                    | C1     | Marcel Meisen             | Kateřina Nash              |
| 11. Dez. 2016 | Nommay             | Coupe de France #3                                | C1     | Clément Venturini         | Hélène Clauzel             |
| 11. Dez. 2016 | Overijse           | Druivencross                                      | C1     | Mathieu van der Poel      | Sophie de Boer             |
| 11. Dez. 2016 | Eschenbach         | EKZ CrossTour #4                                  | C1     | Marcel Wildhaber          | Eva Lechner                |
| 11. Dez. 2016 | Igorre             | Ziklokross Igorre                                 | C2     | Stan Godrie               | Aida Nuño Palacio          |
| 11. Dez. 2016 | Shrewsbury         | National Trophy Series #5                         | C2     | Ian Field                 | Hannah Payton              |
| 11. Dez. 2016 | Hendersonville     | North Carolina Grand Prix #2                      | C2     | Travis Livermon           | Arley Kemmerer             |
| 11. Dez. 2016 | Dallas             | Resolution Cross Cup #2                           | C2     | Todd Wells                | Courtenay McFadden         |
| 17. Dez. 2016 | Waco               | Highlander Cross Cup #1                           | C2     | Chris Drummond            | Christina Gokey-Smith      |
| 17. Dez. 2016 | Antwerpen          | Scheldecross (DVV Trofee #5)                      | C1     | Mathieu van der Poel      | Sanne Cant                 |
| 18. Dez. 2016 | Namur              | Citadelcross (Weltcup #5)                         | CDM    | Mathieu van der Poel      | Kateřina Nash              |
| 18. Dez. 2016 | Waco               | Highlander Cross Cup #2                           | C2     | Chris Drummond            | Christina Gokey-Smith      |
| 23. Dez. 2016 | Diegem             | Veldrit Diegem (Superprestige #6)                 | C1     | Mathieu van der Poel      | Marianne Vos               |
| 26. Dez. 2016 | Heusden-Zolder     | Cyclocross Zolder (Weltcup #6)                    | CDM    | Wout van Aert             | Marianne Vos               |
| 26. Dez. 2016 | Dagmersellen       | Internationales Radquer Dagmersellen              | C2     | Lars Forster              | Jasmin Egger-Achermann     |
| 29. Dez. 2016 | Loenhout           | Azencross (DVV Trofee #6)                         | C1     | Wout van Aert             | Sanne Cant                 |
| 30. Dez. 2016 | Bredene            | Sylvestercross Bredene (Brico Cross)              | C2     | Wout van Aert             | Thalita de Jong            |
| 1. Jan. 2017  | Baal               | GP Sven Nys (DVV Trofee #7)                       | C1     | Toon Aerts                | Marianne Vos               |
| 1. Jan. 2017  | Pétange            | Grand-Prix Hotel Threeland                        | C2     | Marcel Meisen             | Christine Majerus          |
| 1. Jan. 2017  | Knaresborough      | NovaCross                                         | C2     | Ian Field                 | Amira Mellor               |
| 2. Jan. 2017  | Meilen             | EKZ CrossTour #5                                  | C1     | Marcel Meisen             | Christine Majerus          |
| 4. Jan. 2017  | Surhuisterveen     | Centrumcross Surhuisterveen                       | C2     | Corné van Kessel          | Marianne Vos               |
| 9. Jan. 2017  | Otegem             | Cyclocross Otegem                                 | C2     | Mathieu van der Poel      | Christine Majerus          |
| 15. Jan. 2017 | Fiuggi             | Weltcup #7                                        | CDM    | Wout van Aert             | Marianne Vos               |
| 15. Jan. 2017 | Leudelange         | Grand Prix Möbel Alvisse                          | C2     | Wietse Bosmans            | Christine Majerus          |
| 21. Jan. 2017 | Zonnebeke          | Kasteelcross Zonnebeke                            | C2     | Wietse Bosmans            | Thalita de Jong            |
| 21. Jan. 2017 | Rucphen            | Internationale Cyclocross Rucphen                 | C2     | Lars van der Haar         | Laura Verdonschot          |
| 22. Jan. 2017 | Hoogerheide        | GP Adrie van der Poel (Weltcup #8)                | CDM    | Lars van der Haar         | Marianne Vos               |
| 22. Jan. 2017 | Vittorio Veneto    | Gran Premio Città di Vittorio Veneto              | C2     | Cristian Cominelli        | Sara Casasola              |
| 1. Feb. 2017  | Maldegem           | Parkcross Maldegem (Brico Cross)                  | C2     | Mathieu van der Poel      | Marianne Vos               |
| 4. Feb. 2017  | Lille              | Krawatencross (DVV Trofee #8)                     | C1     | Mathieu van der Poel      | Maud Kaptheijns            |
| 5. Feb. 2017  | Hoogstraten        | Aardbeiencross (Superprestige #7)                 | C1     | Mathieu van der Poel      | Sophie de Boer             |
| 11. Feb. 2017 | Middelkerke        | Noordzeecross (Superprestige #8)                  | C1     | Mathieu van der Poel      | Sanne Cant                 |
| 12. Feb. 2017 | Hulst              | Vestingcross (Brico Cross)                        | C2     | Mathieu van der Poel      | Sanne Cant                 |
| 18. Feb. 2017 | Leuven             | Stellacross (Soudal Classics)                     | C1     | Mathieu van der Poel      | Katherine Compton          |
| 19. Feb. 2017 | Oostmalle          | Internationale Sluitingsprijs                     | C1     | Wout van Aert             | Sanne Cant                 |

## Wertungen
| Serie                  | Land           | Sieger               | Siegerin            |
| ---------------------- | -------------- | -------------------- | ------------------- |
| Weltcup                | international  | Wout van Aert        | Sophie de Boer      |
| Superprestige          | Belgien        | Mathieu van der Poel | Sanne Cant          |
| DVV Trofee             | Belgien        | Wout van Aert        | Sanne Cant          |
| Coupe de France        | Frankreich     | Clément Venturini    | Marlène Petit       |
| National Trophy Series | Großbritannien | Ian Field            | Hannah Payton       |
| EKZ CrossTour          | Schweiz        | Marcel Wildhaber     | Nicole Koller       |
| Copa de España         | Spanien        | Ismael Esteban       | Aida Nuño Palacio   |
| Toi Toi Cup            | Tschechien     | Tomáš Paprstka       | Martina Mikulášková |

## Meisterschaften

### Welt- und Kontinentalmeisterschaften
| Bereich                    | Datum             | Ort         | Meister       | Meisterin         |
| -------------------------- | ----------------- | ----------- | ------------- | ----------------- |
| Weltmeisterschaften        | 28.–29. Jan. 2017 | Bieles      | Wout van Aert | Sanne Cant        |
| Europameisterschaften      | 29.–30. Okt. 2016 | Pontchâteau | Toon Aerts    | Thalita de Jong   |
| Panamerika-Meisterschaften | 29. Okt. 2016     | Covington   | Stephen Hyde  | Katherine Compton |

### Nationale Meisterschaften
| Land               | Datum         | Ort                 | Landesmeister        | Landesmeisterin        |
| ------------------ | ------------- | ------------------- | -------------------- | ---------------------- |
| Australien         | 20. Aug. 2016 | Adelaide            | Chris Jongewaard     | Rebecca Locke          |
| Belgien            | 8. Jan. 2017  | Ostende             | Wout van Aert        | Sanne Cant             |
| Chile              | 25. Sep. 2016 | Santiago            | Rodrigo Salazar      | Valentina Monsalve     |
| Dänemark           | 8. Jan. 2017  | Odder               | Simon Andreassen     | Malene Degn            |
| Deutschland        | 8. Jan. 2017  | Queidersbach        | Marcel Meisen        | Jessica Lambracht      |
| Estland            | 15. Okt. 2016 | Tallinn             | Martin Loo           | Mari-Liis Mõttus       |
| Finnland           | 8. Jan. 2017  | Helsinki            | Sasu Halme           | Susanna Laurila        |
| Frankreich         | 8. Jan. 2017  | Lanarvily           | Clément Venturini    | Caroline Mani          |
| Großbritannien     | 8. Jan. 2017  | Bradford            | Ian Field            | Nikki Brammeier        |
| Irland             | 8. Jan. 2017  | Dublin              | Roger Aiken          | Beth McCluskey         |
| Island             | 5. Nov. 2016  | Reykjavík           | Ingvar Ómarsson      | Ágústa Björnsdóttir    |
| Italien            | 8. Jan. 2017  | Trebaseleghe        | Gioele Bertolini     | Eva Lechner            |
| Japan              | 11. Dez. 2016 | Utsunomiya          | Toki Sawada          | Kiyoka Sakaguchi       |
| Kanada             | 5. Nov. 2016  | Sherbrooke          | Jeremy Martin        | Maghalie Rochette      |
| Luxemburg          | 8. Jan. 2017  | Schengen            | Scott Thiltges       | Christine Majerus      |
| Niederlande        | 8. Jan. 2017  | Sint-Michielsgestel | Mathieu van der Poel | Marianne Vos           |
| Norwegen           | 13. Nov. 2016 | Skien               | Erik Resell          | Elisabeth Sveum        |
| Österreich         | 8. Jan. 2017  | Stadl-Paura         | Gregor Raggl         | Nadja Heigl            |
| Polen              | 8. Jan. 2017  | Sławno              | Marek Konwa          | Magdalena Sadłecka     |
| Portugal           | 8. Jan. 2017  | Valongo             | Ricardo Marinheiro   | Sandra Santos          |
| Schweden           | 13. Nov. 2016 | Eksjö               | David Eriksson       | Jenny Rissveds         |
| Schweiz            | 8. Jan. 2017  | Dielsdorf           | Julien Taramarcaz    | Jasmin Egger-Achermann |
| Slowakei           | 4. Dez. 2016  | Krupina             | Martin Haring        | Janka Keseg Števková   |
| Slowenien          | 26. Nov. 2016 | Novo mesto          | Vladimir Kerkez      | nicht ausgetragen      |
| Spanien            | 8. Jan. 2017  | Valencia            | Ismael Esteban       | Alicia González        |
| Tschechien         | 7. Jan. 2017  | Hlinkso             | Michael Boroš        | Pavla Havlíková        |
| Ungarn             | 8. Jan. 2017  | Budapest            | Zsolt Búr            | Barbara Benkó          |
| Vereinigte Staaten | 8. Jan. 2017  | Hartford            | Stephen Hyde         | Katherine Compton      |